# Drain Gang
Drain Gang (ранее известная как Gravity Boys Shield Gang) — шведский творческий коллектив, занимающийся музыкой и модой, состоящий из певцов и рэперов Bladee, Ecco2K и Thaiboy Digital, и продюсеров Whitearmor (ранее известный как DJ Cannabiz) и Yung Sherman. Группа также известна своим частым сотрудничеством со шведским рэпером Yung Lean и продюсером Gud и тем, что часто выступает на подиуме для таких брендов, как ALYX Studio и моделируя для журнала HOMME.

## История
Bladee и Ecco2K ранее сотрудничали как грайндкор-дуэт Krossad. Группа образовалась в 2013 году в Стокгольме. Thaiboy Digital в то время проживал в Швеции. Подписавшись на лейбл YEAR0001, участники Drain Gang получили известность на сцене клауд-рэпа благодаря сотрудничеству с партнером по лейблу Yung Lean.
Говоря о значении названия группы, Bladee заявляет:

Drain is about loss and gain; it could be good or bad — you could be drained of energy or you could drain something to gain energy. There’s financial, emotional and physical drains, for example — you could just be draining your bank account at the store. It doesn’t have to be deep. Basically, if I’m talking about ‘eating the night’ that means I drain it for its essence. Everything me and my bros do is connected to that concept — we might drain some blood for good fortune.

[Утечка — это потеря и приобретение; это может быть хорошо или плохо — вы можете истощить энергию или вы можете истощить что-то, чтобы получить энергию. Например, есть финансовые, эмоциональные и физические истощения — вы можете просто опустошать свой банковский счет в магазине. Это не обязательно должно быть глубоко. По сути, если я говорю о «съедании ночи», это означает, что я истощаю ее суть. Все, что я и мои братья делаем, связано с этой концепцией — мы могли бы пролить немного крови на удачу.]
По настоящему первой работой коллектива можно считать альбом GTBSG. Сборник содержит различные синглы, выпущенные в течение 2013 года, которые доступны онлайн на официальном аккаунте Soundcloud.
Gluee — первый микстейп Bladee состоящий из 9 треков с участием Thaiboy Digital, ECCO2K и BONES. Продюсерами выступили Whitearmor, Yung Sherman, Curtis Heron и Blank Body. Кроме того, Gluee первая работа выпущенная на лейбле YEAR0001.
Первый микстейп Thaiboy Digital’а выходит в 2014 году под названием Tiger. Это самый настоящий клауд-рэп альбом, в его традиционном понимании. Альбом состоит из 9 треков. В 2015 году у Thaiboy Digital истек срок действия визы, и он был депортирован из Швеции. Через Интернет ему удалось продолжить сотрудничество с другими членами из его нового дома в Бангкоке. В 2016 году он и Bladee выпустили совместный EP под названием AvP, продюсерами которого выступили Whitearmor и Yung Sherman.
В 2017 году Bladee, Ecco2K и Thaiboy Digital выпустили свой совместный альбом D&G, в котором участвовали участник Whitearmor, а также частые соавторы Gud, Yung Sherman, Woesum и австралийский коллектив Ripsquadd. В него вошли два куплета от Ecco2K.
В декабре 2017 года Bladee выпустил микстейп Working On Dying, который был совместным альбомом с филадельфийским продюсерским коллективом Working on Dying. Весь проект был спродюсирован Working on Dying, а Whitearmor участвовал в дополнительном производстве. В проекте участвовали Yung Lean, Black Kray (частый соавтор Bladee и Working On Dying) и Ecco2k, а Thaiboy Digital предоставил дополнительный вокал на нескольких треках. На проект сильно повлияла трэд-музыка, поджанр клауд рэпа, созданный Working on Dying. Working On Dying самый близкий к традиционному трэпу альбом Bladee.
Red Light вышел весной 2018 года. В этот раз Whitearmor отошёл к более мягкому звуку. Выпущенный на стокгольмском лейбле YEAR0001, он стал продолжением его дебютного альбома 2016 года Eversince. Релиз был отмечен специальным концертом в O2 Islington Academy в Лондоне 16 мая 2018 года.
Icedancer — третий микстейп Bladee и его девятый проект. Альбом был спродюсирован группой продюсеров RipSquad. В альбоме присутствуют коллаборации с Yung Lean, Cartier’GOD и Thaiboy Digital.
В 2019 году группа выпустила совместный EP под названием Trash Island. Это духовный преемник «GTBSG» (2013) и «D&G» (2017). Whitearmor выступил в качестве исполнительного продюсера, а RipSquad и немецкий продюсер Mechatok вернулись в качестве дополнительных продюсеров. Альбом был записан и спродюсирован в Бангкоке. Релиз EP стал неожиданным, так как ни на YEAR0001, ни в различных социальных сетях группы не было сделано никаких объявлений. На данный момент Trash Island является последним альбомом в составе коллектива.
E — первый полноформатный проект Ecco2K, выпущенный 27 ноября 2019 года. В то время фанаты не знали, что две песни из альбома, «AAA Powerline» 2018 года и «Don’t Ask», были выпущены более чем за год до этого анонс альбома. Главный сингл проекта «Fruit Bleed Juice» был выпущен 25 ноября 2019 года, всего за несколько дней до выхода альбома. Название альбома упоминается в описании видеоклипа «Fruit Bleed Juice», которое гласит: «℮ 7th Bliss field». E — это самая экспериментальная работа Ecco2K с его голосом, при этом большое количество песен спродюсировано близким другом Зака и давним соавтором Yung Gud.
В 2020 году Bladee выпустили три полноформатных студийных альбома.
Первым альбомом Bladee в 2020 году стал Exeter (выпущенный в апреле), исполнительным продюсером которого выступил частый соавтор и участник Sad Boys Gud. Это был первый раз, когда Gud был исполнительным продюсером одного из альбомов Bladee. В проекте присутствуют элементы таких жанров, как клауд-рэп, арт-поп, трэп и альтернативный R&B.
Вторым альбомом Bladee в 2020 году стал 333 (выпущен в июле), исполнительным продюсером выступил Whitearmor. Gud, Mechatok, участник Ripsquadd Lusi и шведский музыкант Йоким Бенон внесли дополнительный вклад в продюсирование альбома. Альбом был отмечен звуковым сходством с хайперпоп-музыкой и был описан как «смежный с хайперпопом».
The Fool — пятый студийный альбом Bladee. Все песни в проекте спродюсированы Lusi вместе с другими продюсерами, такими как Loesoe, который несколько раз появляется в альбоме. Обложка и трек-лист альбома просочились 14 мая 2021 года, а запланированная дата выпуска — 11 июня. Фрагмент «Let’s Ride» также просочился 26 мая, поэтому, вероятно, проект был выпущен раньше двух дней спустя.
В конце 2021 года группа объявила о мировом турне Drain Gang 2022 года, состоящем из 23 выступлений по Европе и Северной Америке.
В 2022 году Bladee и Ecco2K выпустили совместный сингл под названием «Amygdala», спродюсированный Mechatok. Совместный мини-альбом Bladee и Ecco2K под названием Crest был выпущен без анонса в марте того же года. Мини-альбом, содержащий сингл «Girls just want to have fun», который ранее был выпущен как отдельный сингл в 2020 году, был полностью спродюсирован Whitearmor.

## Участники
- Bladee
- Ecco2K
- Thaiboy Digital
- Whitearmor
- Yung Sherman

## Совместная дискография
- GTBSG (2013) (Bladee, Ecco2K и Thaiboy Digital, с продакшном от DJ Smokey, Josh Diamond, Saavagebeatz, Whitearmor и Yung Sherman)
- AvP (2016) (Bladee и Thaiboy Digital, с продакшном от Whitearmor и Yung Sherman)
- D&G (2017) (Bladee, Ecco2K и Thaiboy Digital, с продакшном от Gud, Woesum, Whitearmor, Ripsquadd, и Yung Sherman)
- Trash Island (2019) (Bladee, Ecco2K, и Thaiboy Digital с продакшном от Whitearmor и Ripsquadd, а также продюсер Colby Sexton)
- Crest (2022) (Bladee и Ecco2k с продакшном от Whitearmor)